# جاريت هيكس
جاريت هيكس (بالإنجليزية: Jarrett Hicks)‏ هو لاعب كرة قدم أمريكية أمريكي، ولد في 4 أبريل 1984 في هيوستن في الولايات المتحدة.